# Azerbajdzsán madárfajainak listája
A világon élő mintegy 10 000 madárfaj közül Azerbajdzsánban jelenleg 344 fajt tartanak nyilván.

## vöcsökalakúak(Podicipediformes)

### vöcsökfélék(Podicipedidae)
- kis vöcsök (Tachybaptus ruficollis)
- búbos vöcsök (Podiceps cristatus)
- vörösnyakú vöcsök (Podiceps grisegena)
- füles vöcsök (Podiceps auritus)
- feketenyakú vöcsök (Podiceps nigricollis)

## szulaalakúak(Suliformes)

### kárókatonafélék(Phalacrocoracidae)
- nagy kárókatona, Phalacrocorax carbo
- kis kárókatona, Microcarbo pygmeus

## gödényalakúak(Pelecaniformes)

### gödényfélék(Pelecanidae)
- rózsás gödény (Pelecanus onocrotalus)
- borzas gödény (Pelecanus crispus)

### gémfélék(Ardeidae)
- szürke gém (Ardea cinerea)
- vörös gém (Ardea purpurea)
- nagy kócsag (Egretta alba vagy Ardea alba)
- kis kócsag (Egretta garzetta)
- üstökösgém, Ardeola ralloides
- pásztorgém (Bubulcus ibis)
- bakcsó (Nycticorax nycticorax)
- bölömbika (Botaurus stellaris)

### íbiszfélék(Threskiornithidae)
- szent íbisz, Threskiornis aethiopicus
- batla (Plegadis falcinellus)
- kanalasgém (Platalea leucorodia)

## gólyaalakúak(Ciconiiformes)

### gólyafélék(Ciconiidae)
- fekete gólya (Ciconia nigra)
- fehér gólya (Ciconia ciconia)

## flamingóalakúak(Phoenicopteriformes)

### flamingófélék(Phoenicopteridae)
- rózsás flamingó (Phoenicopterus roseus)

## lúdalakúak(Anseriformes)

### récefélék(Anatidae)
- bütykös hattyú (Cygnus olor)
- énekes hattyú (Cygnus cygnus)
- kis hattyú (Cygnus columbianus)
- nagy lilik (Anser albifrons)
- kis lilik (Anser erythropus)
- nyári lúd (Anser anser)
- sarki lúd, Anser caerulescens
- vörösnyakú lúd (Branta ruficollis)
- vörös ásólúd (Tadorna ferruginea)
- bütykös ásólúd (Tadorna tadorna)
- fütyülő réce Anas penelope
- kendermagos réce (Anas strepera)
- csörgő réce (Anas crecca)
- tőkés réce (Anas platyrhynchos)
- nyílfarkú réce (Anas acuta)
- böjti réce (Anas querquedula vagy Spatula querquedula)
- kanalas réce (Anas clypeata vagy Spatula clypeata
- márványos réce (Marmaronetta angustirostris)
- üstökösréce (Netta rufina)
- barátréce (Aythya ferina)
- cigányréce (Aythya nyroca)
- kontyos réce (Aythya fuligula)
- hegyi réce (Aythya marila)
- jegesréce (Clangula hyemalis)
- fekete réce (Melanitta nigra)
- füstös réce (Melanitta fusca)
- kerceréce (Bucephala clangula)
- kis bukó (Mergellus albellus)
- örvös bukó (Mergus serrator)
- nagy bukó (Mergus merganser)
- kékcsőrű réce (Oxyura leucocephala)

## vágómadár-alakúak(Accipitriformes)

### halászsasfélék(Pandionidae)
- halászsas Pandion haliaetus

### vágómadárfélék(Accipitridae)
- darázsölyv (Pernis apivorus)
- vörös kánya (Milvus milvus)
- barna kánya (Milvus migrans)
- szalagos rétisas (Haliaeetus leucoryphus)
- rétisas, Haliaeetus albicilla
- szakállas saskeselyű (Gypaetus barbatus)
- dögkeselyű (Neophron percnopterus)
- fakó keselyű (Gyps fulvus)
- barátkeselyű (Aegypius monachus)
- kígyászölyv (Circaetus gallicus)
- barna rétihéja (Circus aeruginosus)
- kékes rétihéja (Circus cyaneus)
- fakó rétihéja (Circus macrourus)
- hamvas rétihéja (Circus pygargus)
- sikra (Accipiter badius)
- kis héja (Accipiter brevipes)
- karvaly (Accipiter nisus)
- héja (Accipiter gentilis)
- egerészölyv (Buteo buteo)
- pusztai ölyv (Buteo rufinus)
- gatyás ölyv (Buteo lagopus)
- békászó sas (Aquila pomarina)
- fekete sas (Aquila clanga)
- pusztai sas (Aquila nipalensis)
- parlagi sas (Aquila heliaca)
- szirti sas (Aquila chrysaetos)
- héjasas (Hieraaetus fasciatus)
- törpesas (Hieraaetus pennatus)

## sólyomalakúak(Falconiformes)

### sólyomfélék(Falconidae)
- fehérkarmú vércse (Falco naumanni)
- vörös vércse (Falco tinnunculus)
- kék vércse (Falco vespertinus )
- kis sólyom (Falco columbarius)
- kabasólyom (Falco subbuteo)
- Feldegg-sólyom (Falco biarmicus)
- kerecsensólyom (Falco cherrug)
- vándorsólyom (Falco peregrinus)

## tyúkalakúak(Galliformes)

### fácánfélék(Phasianidae)
- kaukázusi királyfogoly (Tetraogallus caucasicus)
- kaszpi királyfogoly (Tetraogallus caspius)
- csukár (Alectoris chukar)
- örvös frankolin (Francolinus francolinus)
- fogoly (Perdix perdix)
- fürj (Coturnix coturnix)
- fácán (Phasianus colchicus)
- kaukázusi nyírfajd (Tetrao mlokosiewiczi)

## darualakúak(Gruiformes)

### darufélék(Gruidae)
- pártásdaru (Anthropoides virgo)
- hódaru (Grus leucogeranus)
- daru (Grus grus)

### guvatfélék(Rallidae)
- guvat (Rallus aquaticus)
- haris (Crex crex)
- kis vízicsibe (Porzana parva)
- törpe vízicsibe (Porzana pusilla)
- pettyes vízicsibe (Porzana porzana)
- kék fú (Porphyrio poliocephalus)
- vízityúk (Gallinula chloropus)
- szárcsa (Fulica atra)

## túzokalakúak(Otidiformes)

### túzokfélék(Otididae)
- túzok (Otis tarda)
- galléros túzok (Chlamydotis undulata)
- reznek (Tetrax tetrax)

## lilealakúak(Charadriiformes)

### csigaforgatófélék(Haematopodidae)
- csigaforgató Haematopus ostralegus

### gulipánfélék(Recurvirostridae)
- gólyatöcs (Himantopus himantopus)
- gulipán (Recurvirostra avosetta)

### ugartyúkfélék(Burhinidae)
- európai ugartyúk Burhinus oedicnemus

### székicsérfélék(Glareolidae)
- székicsér (Glareola pratincola)
- feketeszárnyú székicsér (Glareola nordmanni)

### lilefélék(Charadriidae)
- bíbic (Vanellus vanellus)
- bibircses bíbic (Vanellus indicus)
- lilebíbic (Vanellus gregarius)
- fehérfarkú lilebíbic (Vanellus leucurus)
- aranylile (Pluvialis apricaria)
- ezüstlile (Pluvialis squatarola)
- parti lile (Charadrius hiaticula)
- kis lile (Charadrius dubius)
- széki lile (Charadrius alexandrinus)
- sivatagi lile (Charadrius leschenaultii)
- sztyeppi lile (Charadrius asiaticus)
- havasi lile (Charadrius morinellus)

### szalonkafélék(Scolopacidae)
- erdei szalonka (Scolopax rusticola)
- kis sárszalonka (Lymnocryptes minimus)
- nagy sárszalonka (Gallinago media)
- sárszalonka (Gallinago gallinago)
- nagy goda (Limosa limosa)
- kis goda (Limosa lapponica)
- kis póling (Numenius phaeopus)
- vékonycsőrű póling (Numenius tenuirostris)
- nagy póling (Numenius arquata)
- füstös cankó (Tringa erythropus)
- piroslábú cankó (Tringa totanus)
- tavi cankó (Tringa stagnatilis)
- szürke cankó (Tringa nebularia)
- erdei cankó (Tringa ochropus)
- réti cankó (Tringa glareola)
- terekcankó (Xenus cinereus)
- billegetőcankó (Actitis hypoleucos)
- kőforgató (Arenaria interpres)
- sarki partfutó (Calidris canutus)
- fenyérfutó (Calidris alba)
- apró partfutó (Calidris minuta)
- Temminck-partfutó (Calidris temminckii)
- sarlós partfutó (Calidris ferruginea)
- havasi partfutó (Calidris alpina)
- sárjáró (Limicola falcinellus)
- pajzsos cankó (Philomachus pugnax)
- vékonycsőrű víztaposó (Phalaropus lobatus)

### halfarkasfélék(Stercorariidae)
- szélesfarkú halfarkas (Stercorarius pomarinus)

### sirályfélék(Laridae)
- viharsirály (Larus canus)
- heringsirály (Larus fuscus)
- Heuglin-sirály (Larus heuglini)
- sárgalábú sirály (Larus cachinnans)
- Larus michahellis
- örmény sirály (Larus armenicus)
- halászsirály (Larus ichthyaetus vagy Ichthyaetus ichthyaetus)
- szerecsensirály (Larus melanocephalus)
- dankasirály (Larus ridibundus)
- dankasirály, Chroicocephalus ridibundus
- vékonycsőrű sirály (Chroicocephalus genei)
- kis sirály, (Hydrocoloeus minutus)

### csérfélék(Sternidae)
- kacagó csér (Gelochelidon nilotica)
- lócsér (Hydroprogne caspia)
- kenti csér (Thalasseus sandvicensis)
- küszvágó csér (Sterna hirundo)
- kis csér (Sternula albifrons)
- fattyúszerkő (Chlidonias hybrida)
- fehérszárnyú szerkő (Chlidonias leucopterus)
- kormos szerkő (Chlidonias niger)

## pusztaityúk-alakúak(Pteroclidiformes)

### pusztaityúkfélék(Pteroclididae)
- nyílfarkú pusztaityúk (Pterocles alchata)
- feketehasú pusztaityúk (Pterocles orientalis)

## galambalakúak(Columbiformes)

### galambfélék(Columbidae)
- szirti galamb (Columba livia)
- kék galamb (Columba oenas)
- örvös galamb (Columba palumbus)
- vadgerle (Streptopelia turtur)
- balkáni gerle (Streptopelia decaocto)'
- pálmagerle (Spilopelia senegalensis)

## kakukkalakúak(Cuculiformes)

### kakukkfélék(Cuculidae)
- kakukk (Cuculus canorus)

## bagolyalakúak(Strigiformes)

### gyöngybagolyfélék(Tytonidae)
- gyöngybagoly (Tyto alba)

### bagolyfélék(Strigidae)
- füleskuvik (Otus scops)
- uhu (Bubo bubo)
- hóbagoly (Bubo scandiacus)
- macskabagoly (Strix aluco)
- kuvik (Athene noctua)
- gatyáskuvik (Aegolius funereus)
- erdei fülesbagoly (Asio otus)
- réti fülesbagoly (Asio flammeus)

## lappantyúalakúak(Caprimulgiformes)

### lappantyúfélék(Caprimulgidae)
- európai lappantyú (Caprimulgus europaeus)

## sarlósfecske-alakúak(Apodiformes)

### sarlósfecskefélék(Apodidae)
- havasi sarlósfecske (Tachymarptis melba)
- sarlósfecske (Apus apus)
- kis sarlósfecske (Apus affinis)

## szalakótaalakúak(Coraciiformes)

### jégmadárfélék(Alcedinidae)
- jégmadár (Alcedo atthis)
- fehértorkú halkapó  (Halcyon smyrnensis)

### gyurgyalagfélék(Meropidae)
- gyurgyalag (Merops apiaster)
- perzsa gyurgyalag (Merops persicus)

## szalakótaalakúak(Coraciiformes)

### szalakótafélék(Coraciidae)
- szalakóta (Coracias garrulus)

### bankafélék(Upupidae)
- búbos banka (Upupa epops)

## harkályalakúak(Piciformes)

### harkályfélék(Picidae)
- nyaktekercs (Jynx torquilla)
- kis fakopáncs (Dendrocopos minor)
- közép fakopáncs (Dendrocopos medius)
- fehérhátú fakopáncs (Dendrocopos leucotos)
- nagy fakopáncs (Dendrocopos major)
- balkáni fakopáncs (Dendrocopos syriacus)
- fekete harkály (Dryocopus martius)
- zöld küllő (Picus viridis)

## verébalakúak(Passeriformes)

### pacsirtafélék(Alaudidae)
- kalandrapacsirta (Melanocorypha calandra)
- hegyi kalandrapacsirta (Melanocorypha bimaculata)
- szerecsenpacsirta (Melanocorypha yeltoniensis)
- szikipacsirta (Calandrella brachydactyla)
- vörhenyes pacsirta (Alaudala rufescens)
- búbospacsirta (Galerida cristata)
- erdei pacsirta (Lullula arborea)
- mezei pacsirta (Alauda arvensis)
- indiai mezeipacsirta (Alauda gulgula)
- fehérszárnyú pacsirta (Alauda leucoptera)
- havasi fülespacsirta (Eremophila alpestris)

### fecskefélék(Hirundinidae)
- partifecske (Riparia riparia)
- szirtifecske (Ptyonoprogne rupestris)
- füsti fecske (Hirundo rustica)
- molnárfecske (Delichon urbica)

### billegetőfélék(Motacillidae)
- barázdabillegető (Motacilla alba)
- citrombillegető (Motacilla citreola)
- sárga billegető (Motacilla flava)
- hegyi billegető (Motacilla cinerea)
- parlagi pityer (Anthus campestris)
- erdei pityer (Anthus trivialis)
- réti pityer (Anthus pratensis)
- rozsdástorkú pityer (Anthus cervinus)
- havasi pityer (Anthus spinoletta)

### királykafélék(Regulidae)
- sárgafejű királyka (Regulus regulus)

### csonttollúfélék(Bombycillidae)
- csonttollú (Bombycilla garrulus)

### vízirigófélék(Cinclidae)
- vízirigó (Cinclus cinclus)

### ökörszemfélék(Troglodytidae)
- ökörszem (Troglodytes troglodytes)

### szürkebegyfélék(Prunellidae)
- havasi szürkebegy (Prunella collaris)
- örmény szürkebegy (Prunella ocularis)
- erdei szürkebegy (Prunella modularis)

### rigófélék(Turdidae)
- örvös rigó (Turdus torquatus)
- fekete rigó (Turdus merula)
- sötéttorkú rigó (Turdus ruficollis)
- fenyőrigó (Turdus pilaris)
- szőlőrigó (Turdus iliacus)
- énekes rigó (Turdus philomelos)
- léprigó (Turdus viscivorus)

### berkiposzátafélék(Cettiidae)
- berki poszáta (Cettia cetti)

### tücsökmadárfélék(Locustellidae)
- réti tücsökmadár (Locustella naevia)
- berki tücsökmadár (Locustella fluviatilis)

### nádiposzátafélék(Acrocephalidae)
- fülemülesitke (Acrocephalus melanopognon)
- foltos nádiposzáta Acrocephalus schoenobaenus
- rozsdás nádiposzáta (Acrocephalus agricola)
- cserregő nádiposzáta (Acrocephalus scirpaceus)
- berki nádiposzáta (Acrocephalus dumetorum)
- énekes nádiposzáta (Acrocephalus palustris)
- nádirigó (Acrocephalus arundinaceus)
- kis geze (Hippolais caligata)
- halvány geze (Iduna pallida)
- bozótgeze (Hippolais languida)
- kerti geze (Hippolais icterina)

### füzikefélék(Phylloscopidae)
- fitiszfüzike (Phylloscopus trochilus)
- csilpcsalpfüzike (Phylloscopus collybita)
- kaukázusi füzike (Phylloscopus sindianus)
- sisegő füzike (Phylloscopus sibilatrix)
- zöld füzike (Phylloscopus trochiloides)

### óvilági poszátafélék(Sylviidae)
- barátposzáta (Sylvia atricapilla)
- kerti poszáta (Sylvia borin)
- mezei poszáta (Sylvia communis)
- kis poszáta (Sylvia curruca)
- sivatagi poszáta (Sylvia nana)
- karvalyposzáta (Sylvia nisoria)
- Sylvia crassirostris
- tamariszkuszposzáta  (Sylvia mystacea)
- bajszos poszáta (Sylvia cantillans)
- kucsmás poszáta (Sylvia melanocephala)
- törpeposzáta (Sylvia conspicillata)
- bujkáló poszáta (Sylvia undata)

### légykapófélék(Muscicapidae)
- kövirigó (Monticola saxatilis)
- kék kövirigó (Monticola solitarius)
- szürke légykapó (Muscicapa striata)
- kormos légykapó (Ficedula hypoleuca)
- örvös légykapó (Ficedula albicollis)
- félörvös légykapó (Ficedula semitorquata)
- kis légykapó (Ficedula parva)
- vörösbegy (Erithacus rubecula)
- nagy fülemüle (Luscinia luscinia)
- fülemüle Luscinia megarhynchos)
- kékbegy (Luscinia svecica)
- fehértorkú fülemüle (Irania gutturalis)
- vörhenyesfarkú tüskebujkáló (Cercotrichas galactotes)
- házi rozsdafarkú (Phoenicurus ochruros)
- kerti rozsdafarkú (Phoenicurus phoenicurus)
- óriás-rozsdafarkú (Phoenicurus erythrogaster)
- szibériai cigánycsuk (Saxicola maurus)
- rozsdás csuk (Saxicola rubetra)
- cigánycsuk (Saxicola rubicola)
- hantmadár (Oenanthe oenanthe)
- türk hantmadár (Oenanthe finschii)
- apácahantmadár (Oenanthe pleschanka)
- déli hantmadár (Oenanthe hispanica)
- kurdisztáni hantmadár (Oenanthe xanthoprymna)
- vörösfarkú hantmadár (Oenanthe chrysopygia)
- sivatagi hantmadár (Oenanthe deserti)
- pusztai hantmadár (Oenanthe isabellina)

### Panuridae
- barkóscinege (Panurus biarmicus)

### őszapófélék(Aegithalidae)
- őszapó (Aegithalos caudatus)

### cinegefélék(Paridae)
- füstös cinege (Poecile lugubris vagy Parus lugubris)
- Poecile hyrcana vagy Parus hyrcanus
- fenyvescinege (Parus ater)
- búbos cinege (Parus cristatus vagy Lophophanes cristatus)
- széncinege (Parus major)
- kék cinege (Parus caeruleus vagy Cyanistes caeruleus)

### csuszkafélék(Sittidae)
- csuszka (Sitta europaea)
- szirti csuszka (Sitta neumayer)
- kövi csuszka (Sitta tephronota)

### Tichodromadidae
- hajnalmadár (Tichodroma muraria)

### fakuszfélék(Certhiidae)
- hegyi fakusz (Certhia familiaris)
- rövidkarmú fakusz (Certhia brachydactyla)

### függőcinege-félék(Remizidae)
- függőcinege (Remiz pendulinus)

### sárgarigófélék(Oriolidae)
- sárgarigó (Oriolus oriolus)

### gébicsfélék(Laniidae)
- tövisszúró gébics (Lanius collurio)
- pusztai gébics (Lanius isabellinus)
- nagy őrgébics (Lanius excubitor)
- kis őrgébics (Lanius minor)
- vörösfejű gébics (Lanius senator)

### varjúfélék(Corvidae)
- szajkó (Garrulus glandarius)
- szarka (Pica pica)
- havasi varjú (Pyrrhocorax pyrrhocorax)
- havasi csóka (Pyrrhocorax graculus)
- csóka (Corvus monedula)
- vetési varjú (Corvus frugilegus)
- kormos varjú (Corvus corone)
- dolmányos varjú (Corvus cornix)
- holló (Corvus corax)

### seregélyfélék(Sturnidae)
- pásztormadár (Sturnus roseus)
- seregély (Sturnus vulgaris)

### sármányfélék(Emberizidae)
- citromsármány (Emberiza citrinella)
- sövénysármány (Emberiza cirlus)
- bajszos sármány (Emberiza cia)
- kövi sármány (Emberiza buchanani)
- kerti sármány (Emberiza hortulana)
- rozsdás sármány (Emberiza caesia)
- kucsmás sármány (Emberiza melanocephala)
- nádi sármány (Emberiza schoeniclus)
- sordély (Miliaria calandra vagy Emberiza calandra)

### pintyfélék(Fringillidae)
- erdei pinty (Fringilla coelebs)
- fenyőpinty (Fringilla montifringilla)
- karmazsinpirók (Carpodacus erythrinus)
- kaukázusi pirók (Carpodacus rubicilla)
- keresztcsőrű (Loxia curvirostra)
- zöldike (Carduelis chloris)
- csíz (Carduelis spinus vag Spinus spinus)
- tengelic (Carduelis carduelis)
- sárgacsőrű kenderike (Linaria flavirostris)
- kenderike (Carduelis cannabina)
- vöröshomlokú csicsörke (Serinus pusillus)
- süvöltő (Pyrrhula pyrrhula)
- meggyvágó (Coccothraustes coccothraustes)
- rózsásszárnyú sivatagipinty (Rhodopechys sanguinea)
- mongol sivatagipinty (Bucanetes mongolicus vagy Rhodopechys mongolica)
- trombitás sivatagipinty (Bucanetes githagineus)

### verébfélék(Passeridae)
- házi veréb (Passer domesticus)
- berki veréb (Passer hispaniolensis)
- mezei veréb (Passer montanus)
- kövi veréb (Petronia petronia)
- halvány köviveréb (Carpospiza brachydactyla)
- havasi pinty (Montifringilla nivalis)